# 法蒂玛 (巴伊亚)
法蒂玛（葡萄牙語：Fátima）是巴西巴伊亚州的一个市镇。总面积356.278平方公里，总人口18556人，人口密度52.1人/平方公里。